# ルリガラ

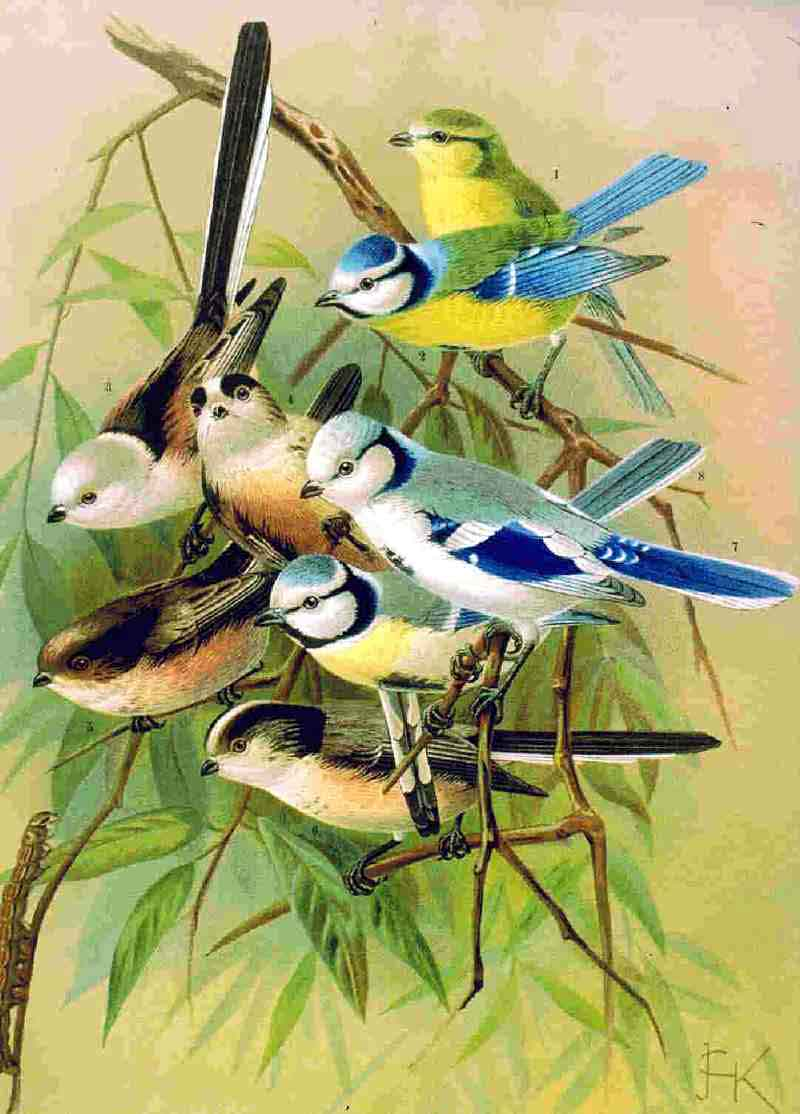
下がルリガラ。（上はアオガラ、左はエナガ）

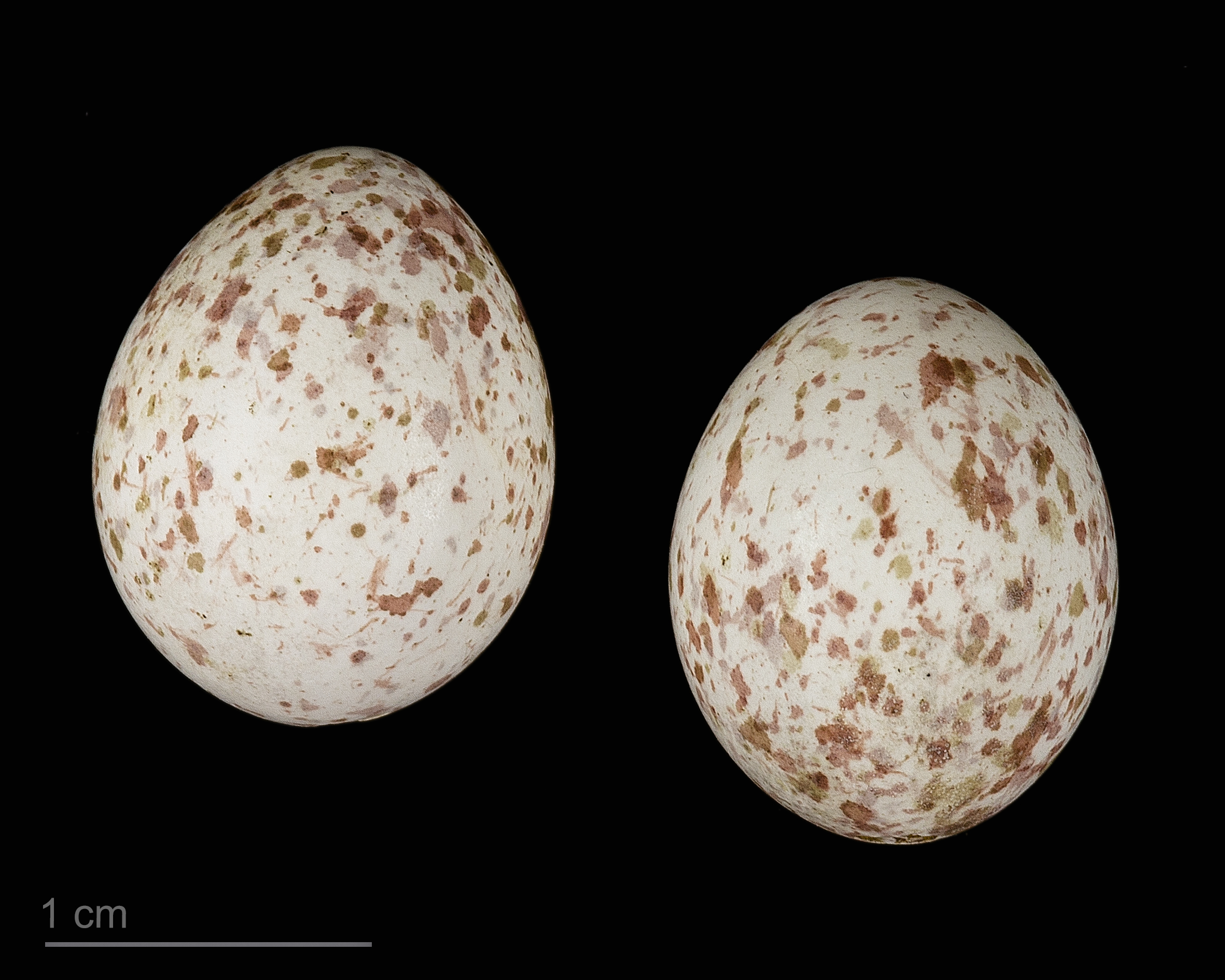
Cyanistes cyanus cyanus

ルリガラ（瑠璃雀、学名：Cyanistes cyanus）は、スズメ目シジュウカラ科に分類される鳥類の一種である。カラ類。

## 分布
ロシア西部から、ウラル地方、中央アジア北部、沿海州、中国東北部にかけて分布する。生息地では留鳥である。
日本では迷鳥として1987年に北海道利尻島で1羽記録されたのみ。

## 形態
体長約14cm。雌雄同色である。

## 生態
森林に生息する。

## 保全状態評価
- LEAST CONCERN (IUCN Red List Ver. 3.1 (2001))